# 金秀秋海棠
金秀秋海棠（学名：Begonia glechomifolia）是秋海棠科秋海棠属的植物，是中国的特有植物。分布在中国大陆的广西等地，生长于海拔3,000米的地区，多生长于石山上，目前已由人工引种栽培。

## 别名
心叶秋海棠（植物分类学报）